# Lokalizacja małżeństwa
Lokalizacja małżeństwa – zwyczaje społeczne wyznaczające miejsce zamieszkania
współmałżonków po zawarciu związku małżeńskiego.
Antropologowie, by opisać te sytuacje, mówią o lokalizacji małżeństwa, małżeńskim lokalizmie albo jeszcze inaczej o rezydencji i wyróżniają wiele znaczących przypadków; nie są to przypadki wykluczające się nawzajem. Wyraz „współmałżonkowie” może się odnosić do małżeństw poligamicznych, np. w przypadkach poliandrii w Tybecie.
Najczęściej wspominane w literaturze przypadki to:
- matrylokalny – gdy współmałżonkowie zamieszkują u rodziców żony lub pobliżu ich miejsca zamieszkania
- patrylokalny – gdy współmałżonkowie zamieszkują u rodziców męża lub pobliżu ich miejsca zamieszkania

Inne przypadki:
- ambilokalny – gdy miejsce zamieszkania nie jest określone
- duolokalny – gdy małżonkowie zamieszkują oddzielnie
- neolokalny – gdy współmałżonkowie przenoszą się do zupełnie nowego miejsca zamieszkania, z dala od krewnych jednej i drugiej strony
- bilokalny – małżeństwo, na przemian, przez pewien czas zamieszkuje u rodziców żony i przez pewien czas u rodziców męża
- uksorilokalny – gdy współmałżonkowie zamieszkują u krewnych żony lub w pobliżu ich miejsca zamieszkania
- wirilokalny – gdy współmałżonkowie zamieszkują u krewnych męża lub w pobliżu ich miejsca zamieszkania
- fililokalny – gdy jeden z rodziców zamieszkuje z jednym z jego zamężnych lub żonatych dzieci
- parentycypujący – gdy wraz z współmałżonkami zamieszkują rodzice jednego ze współmałżonków
- matrycypujący – gdy wraz z współmałżonkami zamieszkuje matka jednego ze współmałżonków
- patrycypujący – gdy wraz z współmałżonkami zamieszkuje ojciec jednego ze współmałżonków
- awunkulokalny – gdy współmałżonkowie zamieszkują u brata matki męża lub żony albo w pobliżu jego miejsca zamieszkania
- awunkulokalno-uksorilokalny – gdy współmałżonkowie zamieszkują u brata matki żony albo w pobliżu jego miejsca zamieszkania
- awunkulokalno-wirilokalny – gdy współmałżonkowie zamieszkują u brata matki męża albo w pobliżu jego miejsca zamieszkania
- duolokalno-matrylokalny – gdy po okresie samodzielnego zamieszkiwania współmałżonkowie na stałe zamieszkują z rodziną żony
- duolokalno-patrylokalny – gdy po okresie samodzielnego zamieszkiwania współmałżonkowie na stałe zamieszkują z rodziną męża
- matriuksorilokalny – gdy współmałżonkowie zamieszkują u matki żony lub pobliżu jej miejsca zamieszkania
- matriwirilokalny – gdy współmałżonkowie zamieszkują u matki męża lub pobliżu jej miejsca zamieszkania
- matrylokalno-patrylokalny – gdy po okresie zamieszkiwania z rodzicami żony współmałżonkowie na stałe zamieszkują u rodziców męża
- patryuksorilokalny – gdy współmałżonkowie zamieszkują u ojca żony lub w pobliżu jego miejsca zamieszkania
- patrywirilokalny – gdy współmałżonkowie zamieszkują u ojca męża lub w pobliżu jego miejsca zamieszkania
- unilokalny – gdy nie jest to ani przypadek neolokalny, ani bilokalny; drugie znaczenie: gdy współmałżonkowie zamieszkują w już istniejącym gospodarstwie jednego z małżonków
- unilokalno-matrylokalny – gdy współmałżonkowie zamieszkują w już istniejącym gospodarstwie żony
- unilokalna-patrylokalny – gdy współmałżonkowie zamieszkują w już istniejącym gospodarstwie męża